# 안동 대곡리 굴참나무
안동 대곡리 굴참나무(安東 大谷里 굴참나무)는 경상북도 안동시 임동면 대곡리에 있는 굴참나무이다. 1982년 11월 9일 대한민국의 천연기념물 제288호로 지정되었다.

## 개요
굴참나무는 일본, 중국 및 우리나라 등지에 분포하며 줄기에 코르크가 잘 발달하는 것이 특징이다. 남향의 건조한 곳이나 돌이 많은 땅에서도 잘 살며, 특히 강원도와 경상북도에서 많이 자라고 있다. 굴참나무의 껍질은 코르크로 이용되고 열매는 묵을 만드는 재료로 쓰인다.
안동 임동면의 굴참나무는 나이가 500년 정도로 추정되며, 높이가 22.5m, 둘레는 5.4m로 현재 보호되고 있는 굴참나무 중 가장 강건하고 나무의 모양이 잘 발달되어 있다.
마을에서는 농사일을 마친 7월 중 좋은 날을 택해 논길을 보수하고 잡초를 벤 후, 일이 끝나면 동네사람들은 나무 아래에 모여 제사를 올리고 음식을 나누어 먹었다고 한다. 또한 봄에 이 나무에 소쩍새가 와서 울면 풍년이 든다고 믿고 있다.
안동 임동면의 굴참나무는 마을의 정신적 지주로 오랜 세월동안 조상들의 관심과 보호속에 자라온 나무로서 민속적 가치가 크다. 또한 우리나라 굴참나무 중 가장 크고 오래된 나무 중의 하나로 생물학적 보존가치가 크므로 천연기념물로 지정하여 보호하고 있다.

## 같이 보기
- 굴참나무

## 참고 자료
- 안동 대곡리 굴참나무 - 국가유산청 국가유산포털